# 朱盆
朱盆（しゅのぼん），另有朱之盤、首番等別稱，是日本的妖怪。

## 概述
朱盆有著赤紅的臉和獨角，頭髮像針，眼睛像盤子，嘴裂到耳邊，磨牙的聲音向打雷一樣。
傳說當朱盆用原貌嚇唬人類一次之後，還會之後再找到逃掉的同一人嚇唬第二次。
在新潟縣的傳說有所不同，朱盆此處的外表是臉如同朱盤的和尚，跟妖怪[舌長婆]組成搭檔襲擊人類。

## 相關作品
- 鬼太郎